# Гоблини (музичка група)
Гоблини су српска панк рок група из Шапца.

## Историја
Гоблини су основани 1992. године у Шапцу. Бенд је настао доласком Алена Јовановића и Владислава Кокотовића из Карловца, који су у то време били чланови бенда Лорелај. По упознавању се са Бранком Голубовићем оснивају бенд који после пар персоналних промена почиње да ради у стандардној постави са бубњарем Ненадом Дивнићем, са којим снимају свој први албум под називом Гоблини. Албум излази 1994. године.
Након тога бенд се појављује на пар битнијих фестивала, од којих су нарочито битни Графити авангарде у Новом Саду и Брзи бендови Србије у Београду. Након тога бенд добија понуду од издавачке куће Метрополис рекордс из Београда да уради ново издање на којем би било заступљено пет песама са првог издања, као и шест нових песама. Разлог промене издавача је био веома лош медијски рад издавача са првог албума. Логичан наставак је издање које се појављује у септембру 1994. под називом Истините приче – I део. Убрзо након тога креће добро организована медијска кампања, као и почетак турнеје која ће се зауставити тек у јануару 1998. године. Почетком 1995. године на место друге гитаре долази Леонид Пилиповић (Leo fon Punkerstain).
У току турнеје, у новембру 1995, појављује се и прво лајв издање, забележено на концерту одржаном у београдском КСТ-у, Издање носи назив Live in KST и објављено је за београдског пиратског издавача Mortal Combat Records. У том периоду на место бубњара уместо Ненада Дивнића долази Зоран Јовић. Турнеја се на кратко прекида у јануару 1996. године због уласка бенда у студио и снимања новог студијског албума У магновењу, који се појављује у марту исте године. Пилиповић се враћа у свој матични бенд Џукеле, а на његово место долази Саша Шетка.
Тада почиње и турнеја У магновењу, која се води као највећа турнеја те године у регији. Током турнеје је одсвирано преко 80 концерата, од којих неки и у Словенији (Љубљана, Марибор, Нова Горица, Копар, Чрномељ, Кочевје, Ормож, Крањска Гора...). Са тих концерата издвојено је двадесет снимака из 13 градова и ти записи се појављују на дуплом ЦД издању под називом Турнеја у магновењу 96/97. Поред поменутих снимака, на овом издању објављене су и све песме са прва два студијска албума, који су раније постојали само у касетној форми. На том албуму бубњеве свира Владимир Цинкоцки, који напушта бенд због породичних проблема, пред сам улазак у студио новембра 1999. године. На његово место долази Милан Арнаутовић.
Албум Re Contra се завршава на дан почетка НАТО бомбардовања СРЈ. Услед свих догађаја који следе, бенд издаје овај албум тек у децембру 1999. године, али пре тога одлази на италијанску турнеју током које свирају у Милану, Риму, Болоњи, Торину... У јануару 2000. године стартује и турнеја по Србији која траје све до пролећа 2001. године. Након тога бенд споразумно прави паузу, како би прикупили снагу и идеје за нови албум. Настала политичка и економска ситуација у земљи сваког од чланова Гоблина окреће својим приватним обавезама и бенд спонтано престаје са радом. Крајем 2004. године излази ново издање под називом Најбоље приче, које представља збирку највећих хитова сачињених од концертних снимака из оног периода када су Гоблини били на врхунцу каријере. На овом издању налази се и једна претходно необјављивана песма — Причаш, снимљена још 1997. године.

## Чланови

### Садашњи
- Бранко Голубовић — вокал
- Ален Јовановић — гитара
- Леонид Пилиповић [а] — гитара
- Владислав Кокотовић — бас-гитара
- Милан Арнаутовић — бубањ

### Бивши
- Ненад Дивнић — бубањ
- Недељко Недић — бубањ
- Зоран Јовић — бубањ
- Владимир Цинкоцки [б] — бубањ
- Саша Шетка — гитара

## Дискографија
| - Гоблини (1994) - Истините приче – I део (1994) - У магновењу (1996) - (1999) - Роба с грешком (2013) - Једнина (2019) | - (1995) - Турнеја У магновењу 96/97 (1997) - Најбоље приче (2004) |